# Réflexe stapédien

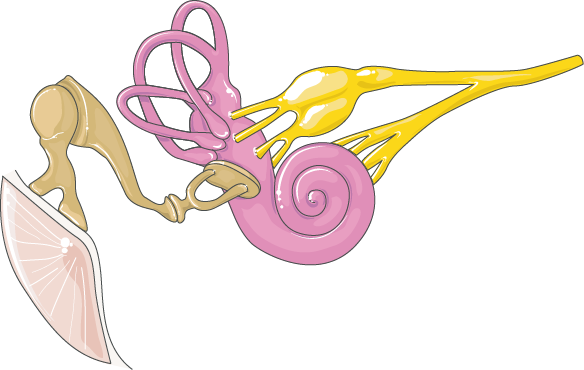
Anatomie de l'oreille moyenne.

Le réflexe stapédien, aussi appelé réflexe acoustique, est la contraction involontaire de deux muscles de l'oreille moyenne, le muscle stapédien (du latin stapia : étrier) et le muscle du marteau. En rendant plus rigide la chaîne des osselets, il atténue le niveau des sons transmis à l'oreille interne.
Un son fort provoque ce réflexe de manière bilatérale : il concerne les deux oreilles, même si le son affecte particulièrement une oreille. Chez l’Homo sapiens, seul le muscle stapédien se contracte lors de l'activation du réflexe (pas le muscle du marteau). Le muscle stapédien se contracte aussi juste avant de commencer à parler.
Le réflexe acoustique a trois fonctions :
- une fonction de protection de l'oreille interne, en atténuant la transmission des sons forts, surtout les graves (Oto) ;
- une fonction d'augmentation du champ dynamique de l'audition et d'adaptation au niveau sonore ;
- une fonction de diminution de l'effet de masque.

## Seuil de déclenchement du réflexe
Le seuil de déclenchement du réflexe acoustique (dit ART pour l'anglais « acoustic reflex threshold ») caractérise le stimulus qui active le réflexe acoustique.
Le praticien effectue une mesure d'impédance de l'oreille en présence d'un son pur excitateur de pression acoustique croissante. L'intervention du réflexe acoustique rigidifie la chaîne des osselets, ce qui change son impédance acoustique. La désadaptation des impédances atténue la transmission des vibrations à l'oreille interne, ce qui est la fonction du réflexe ; elle se répercute aussi sur l'impédance acoustique de l'oreille moyenne, ce qui permet de la détecter. Le niveau du stimulus auquel l'impédance change définit le seuil de déclenchement du réflexe acoustique (ART). Il dépend de la fréquence ; on répète la mesure à plusieurs fréquences normalisées. Les seuils varient selon les individus. Pour des personnes avec une audition normale, le seuil se situe de 70 à 100 dB SPL.
Chez l'homme, dans la gamme des fréquences comprises entre 250 et 4 000 Hz, le seuil se situe environ 80 dB au-dessus du seuil d'audition.
Le seuil ART est en général de 10 à 20 dB inférieur au seuil d'inconfort. Cet inconfort n'est pas un indicateur fiable de la dangerosité d'un son : les individus travaillant dans l'industrie ont souvent un seuil d'inconfort plus élevé, alors que le son est tout aussi dangereux pour leurs oreilles.
Un deuxième son facilitateur, présenté simultanément à n'importe quelle oreille peut diminuer le seuil ART, surtout quand le son facilitateur a une fréquence inférieure à celle du son utilisé pour déclencher le réflexe acoustique.

## Rôles du réflexe stapédien

### Protection de l'oreille interne
Les études ont prouvé la protection de l'organe de Corti par le réflexe acoustique face à une stimulation excessive, surtout pour les sons graves, aussi bien chez l'humain que chez l'animal. Cependant les effets de cette protection sont limités.
Le réflexe stapédien, déclenché par un stimulus d'une intensité sonore de 20 dB au-dessus du seuil de déclenchement du réflexe (ART), diminue l'intensité du son transmis à la cochlée d'environ 15 dB.
Selon l'article Significance of the stapedius reflex for the understanding of speech, la latence de contraction du muscle stapédien est d'environ seulement 10 ms ; mais la tension maximale n'est atteinte qu'à 100 ms ou plus.
Selon l'article Le traumatisme acoustique, la latence de contraction est de 150 ms avec des sons de stimulus dont l'intensité sonore est au niveau du seuil de déclenchement du réflexe (ATR). Mais la latence de contraction n'est plus que de 25 à 35 ms pour des sons de forte intensité. En effet, l'amplitude de la contraction augmente avec l'intensité sonore du stimulus.
À cause de cette latence, le réflexe stapédien ne peut pas protéger l'oreille contre les bruits forts soudains,. Cependant, quand une série de bruits forts soudains sont présentés avec un intervalle inférieur à 2 à 3 secondes, on peut mettre en évidence une diminution de la fatigue auditive.
Enfin, la tension maximale du muscle stapédien ne peut être maintenue face à un son fort continu. La tension du muscle chute d'environ 50 % de sa tension maximale après quelques secondes.

### Augmentation du champ dynamique
Le réflexe stapédien a une fonction d'augmentation du champ dynamique de l'audition permettant une bonne discrimination auditive pour des sons de forte intensité (jusqu'à 120 à 130 dB environ, soit le seuil de douleur). Au déclenchement du réflexe stapédien, toute augmentation du son est atténuée. Une augmentation de niveau de 10 dB n'entraînera qu'une transmission majorée de 3 dB vers l'oreille interne. C'est le principal rôle du réflexe stapédien : la protection de l'oreille interne. Cependant, comme tous les muscles, le stapédius se fatigue.
- À 121 dB SPL, il lâche prise après 7 s. Ensuite l'oreille interne peut être irrémédiablement lésée.
- À 109 dB SPL, il résiste environ 1 minute 52 secondes.
- À 100 dB SPL, il résiste environ 15 minutes en moyenne.

Comme pour tous les réflexes, le système neurosensoriel qui met en œuvre le réflexe auditif a un temps de réponse. Lors d'un bruit impulsionnel (explosion, claquement de porte) l'oreille n'est pas protégée. Pour cette raison, il est bon de se boucher les oreilles ou d'utiliser une protection auditive lorsque l'on est conscient qu'un grand bruit va se produire.

### Adaptation auditive
Le réflexe stapédien a une fonction d'adaptation à l'ambiance sonore, dans le sens où il diminue la réponse du système auditif en présence d'un son fort.
Toutefois, ce que l'on appelle adaptation auditive est la diminution du volume du son perçu lorsque l'on est exposé à un son de niveau continu. Cette capacité sensorielle est similaire à l'adaptation visuelle, qui permet la vision des objets dans des niveaux d'éclairement très variés.
Contrairement à ce qui se passe pour d'autres perceptions, l'adaptation auditive ne se produit que pour les sons de niveau faible, inférieur à 20 dB SPL. Un son continu de niveau plus élevé est perçu comme plus faible lorsque des sons intermittents le couvrent à intervalles suffisamment rapprochés.

### Diminution de l'effet de masque
Le réflexe stapédien a une fonction de diminution de l'effet de masque. Les sons graves  de forte intensité peuvent masquer les sons aigus. Le réflexe stapédien est très efficace dans l'atténuation des sons dont la fréquence est inférieure à 2 000 Hz, c'est-à-dire les sons médium à grave. Comme la compréhension de la voix humaine se fait principalement par la perception correcte des fréquences autour de 1 500 Hz, quand le réflexe stapédien se manifeste, la discrimination des sons aigus (perception des consonnes notamment, indispensables à la compréhension des mots) est meilleure.